# 844
844 (DCCCXLIV) var ett skottår som började en tisdag i den julianska kalendern.

## Händelser

### Januari
- Januari – Sedan Gregorius IV har avlidit några dagar tidigare väljs Sergius II till påve.
- 25 januari – Johannes VIII väljs till motpåve vid påve Gregorius IV:s död.

### Okänt datum
- Kung Björns makt över Mälardalen är hotad av Anund, som misslyckas med att ta makten. Anund kommer med 21 danska fartyg och 11 egna, men jagas bort av Björn.

## Födda
- Oktober – Judith av Frankrike, drottning av Wessex 856–858 (gift med Æthelwulf) och 858–860 (gift med Æthelbald)
- Abdallah ibn Muhammad, emir av Córdoba
- Hasan al-Askari, shiaimam

## Avlidna
- 25 januari – Gregorius IV, påve sedan 827